# Mighty Mouse (Zeichentrick)
Mighty Mouse (deutsch auch Oskar, die Supermaus) ist eine Cartoon- und Zeichentrickfigur, die vom Studio Terrytoons für die Filmfirma 20th Century Fox im Jahr 1942 als gezeichneter und animierter Superheld erschaffen wurde.

## Von der Fliege zur Maus
Der Erstentwickler der Figur, Izzy Klein, wollte erst eine Figur namens Superfly in Anlehnung an die erfolgreiche Comicfigur Superman erschaffen, doch Studiochef Paul Terry änderte die Figur in eine Maus um. Für die wöchentlich erscheinenden Cartoons wurde nur sehr wenig Geld zur Verfügung gestellt, was man der Produktionsqualität anmerkt. Terry sagte von sich selbst: „Disney is the Tiffany’s in this business, and I am the Woolworth’s.“ („Disney ist Tiffany‘s im Geschäft, ich bin Woolworth.“) Terry erhoffte sich, mit der Mausfigur den ungleich erfolgreicheren Disney-Studios mit seiner Micky Maus einiges an Einkommen abnehmen zu können. Zu weiteren Figuren der Terrytoons gehörten auch die chaotischen Raben Heckle und Jeckle, Gandy Goose und Dinky Duck.
Mighty Mouse erschien erstmals 1942 in dem Kurzfilm The Mouse of Tomorrow als eine Parodie auf Superman, weshalb er in dem Film auch noch auf den Namen Super Mouse hörte. Diesen Namen musste Terry aber bald ändern, weil schon eine andere Comicfigur so benannt wurde. Super Mouse erschien auch kurz in Geschichten bei Marvel Comics und erhielt da, als erster Entwurf der Figur, den Spitznamen Terry the First. In der ersten Glanzzeit der 3D-Filme in den 1950er-Jahren erschienen auch von Mighty Mouse einige Comics und Filme in 3D.

## Figuren
Wie Superman hatte Mighty Mouse anfangs ein blaues Kostüm mit einem roten Cape an, das sich dann aber in ein gelbes Kostüm mit einem roten Cape änderte. Und wie Superman verfügte er über erstaunliche Fähigkeiten mit Superkraft und Unverwundbarkeit. Er verfügte auch einmal über einen Röntgenblick und konnte in verschiedenen Filmen eine Art Hypnoseblick einsetzen, mit dem er sogar unbelebte Objekte zum Leben erwecken konnte. Beim schnellen Fliegen zog er eine Art Kometenschweif hinter sich her, den er ebenfalls manipulieren konnte.
Gesprochen wurde Mighty Mouse ursprünglich von Roy Halee und später von Tom Morrison.
In den Geschichten ist Mighty Mouse ein furchtloser Kämpfer gegen das Böse (vornehmlich böse Katzen) in seiner Heimatstadt Mouseville, der seinem viel größeren Gegner schon mal mit plötzlicher Wucht von unten ans Kinn fliegt und mit seiner Superkraft damit meilenweit wegschleudert. Mighty Mouse hatte zwei Freundinnen, Pearl Pureheart (in den Cartoons) und Mitzi in den Comics der 1950er- und 1960er-Jahre. Sein Erzfeind ist der Schurkenkater Oil Can Harry, der in den ersten Terrytoons aber noch als Mensch auftrat. 
Diese Figuren tauchten in den ersten Cartoonfilmen auf, die das Cliffhangerszenario der Filmserials parodierten. Statt mit einem Cliffhanger zu enden, begann der Film mit einer typischerweise als Cliffhanger eingesetzten Szene, wobei die Hauptdarsteller Mighty Mouse und Pearl Pureheart zur Geschichte oft auch noch sangen. Mighty Mouses Einsatz begann dann meist mit dem Lied Here I come to save the day!. In den 1970er-Jahren machte Andy Kaufman dieses Lied zum Hauptbestandteil eines seiner Sketche.
Mighty Mouse wurde zwar nicht erfolgreicher als Micky Maus, war aber dennoch die erfolgreichste Figur der Terrytoons, dessen Erfolg insbesondere mit der Syndikation der Filme im Fernsehen zunahm. Paul Terry verkaufte 1955 seine Terrytoons-Firma an CBS und von da an liefen die Mighty-Mouse-Filme in der eigenen Sendung The Mighty Mouse Playhouse ab den späten 1950er-Jahren und blieben da für nahezu zwölf Jahre auf Sendung. Bis 1961 wurden nur wenige neue Filme produziert.

## Wiederbelebung
In den späten 1970er- und frühen 1980er-Jahren entstanden einige neue Filme, produziert von der Filmfirma Filmation, die auch die Chaoten-Raben Heckle und Jeckle wieder zum Leben erweckten in der gemeinsamen Show The New Adventures of Mighty Mouse and Heckle & Jeckle, die auch eine neue Figur einführte, eine Vampir-Ente mit dem Namen Quackula (die aber nichts mit der späteren Vampir-Entenserie Graf Duckula zu tun hat). Ab dem 10. Dezember 1982 durfte Mighty Mouse sogar auch wieder in einem Kinofilm fliegen, in Mighty Mouse in the Great Space Chase. In diesen neuen Filmen erhielt er die Stimme von Alan Oppenheimer.
Der Animator und Regisseur Ralph Bakshi (Der Herr der Ringe, 1978), der seine Karriere bei Terrytoons begann, schuf während der 1980er-Jahre eine neue Serie von Mighty-Mouse-Filmen unter dem Obertitel Mighty Mouse: The New Adventures. In dieser Serie erhielt Mighty Mouse eine Geheimidentität wie Superman oder auch Spider Man, Mike Mouse (beide gesprochen von Patrick Pinney) und einen lustigen Sidekick, die kleine Waisenmaus Scrappy Mouse, gesprochen von Schauspielerin Dana Hill. Diese neuen Folgen richteten sich mit ihren Geschichten aber eher an Erwachsene, statt an Kinder, die die mit satirischem Unterton und Humor versehenen Geschichten wohl kaum voll verstanden haben. Diese Folgen werden heute schon als Sammlerobjekte angesehen, denn schon nach zwei Staffeln wurde diese Serie nach schweren Diskussionen abgesetzt, nachdem in einer Folge Mighty Mouse an einer roten Blume roch, die sich in Pulver auflöste. Der so genannte Medienwächter Reverend Donald Wildmon verband damit das Schnupfen von Kokain.
Nach dem Erscheinen einer zehnbändigen Comic-Buchreihe 1990/91 bei Marvel-Comics mit Mighty-Mouse-Geschichten ist nichts Neues herausgegeben worden, abgesehen von einem Computerspiel von Atari und einem kurzen Werbefilm, The Power of Cheese (2001), der in einer New York ähnlichen Stadt spielt, in der sich auf der Straße ein Chaos rund um Mighty Mouse entwickelt. Nach den Anschlägen vom 11. September wurde der Spot abgesetzt.
Die Rechte an der Mighty-Mouse-Figur sind zurzeit gesplittet: CBS Operations hält die Rechte an den älteren Cartoon-Filmen, Paramount Home Entertainment/CBS DVD hat die Rechte an den Video-Ausgaben und CBS Television Distribution hat die Syndikationsrechte für die Fernsehkurzfilme (die allerdings zurzeit nicht ausgestrahlt werden).

## 3D-Comics
In den 1950er-Jahren erlebten zahlreiche Comicfiguren (Felix the Cat, The Hawk, Abbott und Costello, Noodnik, Little Eva, The Three Stooges, Batman, Superman und andere) nicht nur auf der Kinoleinwand Abenteuer „mit Brille“, sondern auch in Comicheften. Die Handlung der 3D-Comics spielte sich in den einzelnen Panels meist auf vier bis fünf Ebenen ab, selten auf mehr und noch seltener mit fließenden Übergängen zwischen den Handlungsebenen oder auch aus dem Bild herausragenden Elementen. 
Von Mighty Mouse wurden vier Auflagen produziert: Ausgabe 1 vom 1. Oktober 1951 bei der St. John Publishing Co. mit 32 Seiten im 3-D-Illustereo Prozess und der Hauptgeschichte Men of Sola auf 10 Seiten, dann Ausgabe 1 vom Oktober 1953 mit der Geschichte Jupiter Saboteurs gezeichnet von Joe Kubert und Norman Maurer und darauf Ausgabe 1 vom 2. November 1953, ebenfalls mit 32 Seiten bei der St. John Publishing, die auch einige 3D-Werbeanzeigen und die Hauptgeschichte The Terror of the Deep auf 14 Seiten enthielt. Die vierte Auflage erschien als Ausgabe 1 vom 3. Dezember 1953 bei St. John, wiederum mit 32 Seiten und der Hauptgeschichte The World Beneath auf 20 Seiten, wobei auch eine einseitige Geschichte mit Heckle und Jeckle in 3D und eine mit Dinky in 3D dabei war.
Für 75 Pfennig gab es auch eine deutsche Ausgabe von Mighty Mouse – der mächtigen Maus unter dem Titel Der 3-dimensionale Schlager – heitere Raumbildgeschichten für Jung und Alt und beigelegter rot-grün-Brille. In Sammlerkreisen wird diese Heftausgabe mit bis zu 100 Euro gehandelt.